# Mierzewscy herbu Ostoja

Herb Ostoja, wersja średniowieczna

Mierzewscy (Mirzewscy) – polski ród szlachecki pieczętujący się herbem Ostoja, należący do heraldycznego rodu Ostojów (Mościców). Wywodzą się od Popowskich herbu Ostoja z Popowa, położonego w dawnym pow. kościańskim województwa poznańskiego. Mierzewscy swoje nazwisko wzięli od wsi Mirzewo (czasem Mierzewo, obecnie Mierzejewo), położonej w dawnym pow. kościańskim województwa poznańskiego.

## Najstarsze świadectwaźródłowedotyczące rodu
Poniżej wymienione są wybrane świadectwa źródłowe dotyczące Mierzewskich herbu Ostoja oraz wsi gniazdowych Popowa i Mirzewa do połowy XVI wieku.
- Najdawniejsza, znana wzmianka dotycząca wsi Popowo pochodzi z roku 1361, kiedy to król Kazimierz oznajmił, że Dominik, dziedzic z Popowa dowiódł, iż jego teść otrzymał od króla Władysława Łokietka wieś królewską Żerniki położoną na terytorium pyzdrskim[2].

- Wieś Mirzewo była wzmiankowana po raz pierwszy w 1310 roku. Wówczas Henryk, książę wielkopolski i głogowski ustanowił dystrykt w Poniecu (w jego granicach miało znaleźć się m.in. Mirzewo)[3].

- W roku 1510 występowali bracia: Łukasz, Jan i Stanisław, synowie zmarłego Jana z Popowa.

- W latach 1511–1512 bracia: Łukasz, Jan i Stanisław, synowie nieżyjącego Jana z Popowa dokonali zapisów na rzecz swoich żon (na częściach dziedzicznych w Popowie). W roku 1511 Łukasz Popowski zapisał żonie Katarzynie, córce zmarłego Stanisława Pigłowskiego 25 zł posagu i 25 zł wiana. Tego roku jego brat Jan zapisał 60 grzywien posagu i 60 grzywien wiana małżonce Annie, córce Macieja Sepieńskiego. Rok później trzeci z braci Popowskich - Stanisław zapisał 25 grzywien posagu i 25 grzywien wiana żonie Agnieszce, córce Stanisława Poświątnego[2].

- W roku 1529 Łukasz Popowski kupił od Jerzego Rogaczewskiego za 600 grzywien. Tego roku tenże Łukasz Popowski dał 1/2 Mirzewa żonie Katarzynie Pigłowskiej w dożywocie[3].

- W 1536 roku Łukasz Mirzewski (Popowski) z żoną Katarzyną Pigłowską sprzedali (z zastrzeżeniem prawa odkupu) 1/2 Mirzewa za 100 grzywien Janowi Ujezdzkiemu[3][1].

## Majątki ziemskie należące do rodu
Poniżej wymienione są ważniejsze dobra ziemskie należące do Mierzewskich h. Ostoja.
Popowo, Mirzewo (Mierzejewo), Czarnotki, Kępa, Nowa Wieś, Nądnia, Sulęcin, Borowo, Kociugi, Żółków, Kaczki Pośrednie, Oborzyska.

## Przedstawiciele rodu
- Łukasz Popowski (czasem Mirzewski) (zm. przed 1547) - dziedzic dóbr w Popowie i Mirzewie. Był synem Jana z Popowa. Jego małżonką była Katarzyna Pigłowska. W roku 1529 sprzedał swój dział w Popowie Piotrowi Bojanowskiemu za 400 grzywien[5]. Kupił tego roku dobra ziemskie w Mirzewie od Jerzego Rogaczewskiego za 600 grzywien[6]. Od tych dóbr zwany bywał Mirzewskim. Jego potomkowie używali tego nazwiska, które pisane było początkowo Mirzewski potem Mierzewski.

- Stanisław Popowski (czasem Mirzewski) (zm. przed 1559) - dziedzic dóbr ziemskich w Mirzewie. Był synem Łukasza i Katarzyny Pigłowskiej. Jego żoną była Anna Kemblanówna Chełkowska, córka Wincentego, wdowa po Janie Chociszewskim, której oprawił posag na połowie Mirzewa w wysokości 200 grzywien w roku 1551[1].

- Abraham z Popowa Mierzewski (zm. po 1606) – ksiądz katolicki, proboszcz w Goniembicach i Śmiglu, dziekan kolegiaty w Szamotułach, dziedzic części w Mirzewie. Był synem Stanisława i Anny z Chełkowskich.

- Eustachy z Popowa Mierzewski (zm. po 1613) - dziedzic części w Mirzewie. Syn Stanisława i Anny Chełkowskiej. Po śmierci ojca pozostawał w roku 1559 pod opieką stryjów, Piotra, Macieja i Mateusza Popowskich. Jego żona była Dorota Gnińska, której oprawił posag w wysokości 800 zł na połowie swych części w Mierzewie w 1574 roku. Jego bratem był Abraham Mierzewski, dziekan szamotulski[1].

- Andrzej z Popowa Mierzewski (zm. 1617) – ksiądz katolicki, proboszcz w Pobiedziskach, kanonik poznańskiej kapituły katedralnej w latach 1614-1617[7]. Był synem Eustachego, dziedzica części dóbr Mirzewo i Doroty z Gnińskich. Według Niesieckiego był teologiem u arcybiskupa gnieźnieńskiego Wojciecha Baranowskiego[8].

- Stanisław z Popowa Mierzewski (zm. po 1624) - dziedzic części Mirzewa, właściciel części w Kociugach, Pawłowicach i Popowie. Syn Eustachego i Doroty Gnińskiej. Od Mikołaja Popowskiego kupił w roku 1609 za 3 600 zł części we wsi Kociugi. W roku 1617 nabył wyderkafem za 200 zł las dębowy w Pawłowicach. Rok później kupił za 5 000 zł części w Popowie. Od brata Jana Mierzewskiego nabył część Mierzewa w roku 1622. Jego pierwszą żoną była Anna Kurnatowska, córka Jakuba. Drugą żoną Mierzewskiego była Małgorzata Rutkowska, córka Stanisława[1].

- Jan z Popowa Mierzewski (zm. po 1631) - dziedzic części Mirzewa, właściciel dóbr ziemskich we wsiach: Czarnotki, Kępa, Nowa Wieś, Nądnia, Sulęcin, Borowo i innych. Był synem Eustachego i Doroty Gnińskiej. Jego małżonką była Anna Pudliszkowska, córka Jerzego, wdowa po Piotrze Bronikowskim. Jan i Anna Mierzewscy prowadzili ostry spór ze spadkobiercami Piotra Bronikowskiego. Słudzy Jana Mierzewskigo najechali dwór w Bronikowie, o co wniesiono protest w roku 1609. Anna z Pudliszkowskich Mierzewska ze swej strony zarzucała Janowi Bronikowskiemu, bratu swego pierwszego męża, iż pod pozorem opieki nad bratankami zagarnął bez pokwitowania klejnoty i szaty[1].

- Eustachy Mierzewski (zm. po 1651) - właściciel Gierłachowa oraz części w Mirzewie i Gostkowie. Był synem Stanisława i Anny Kurnatowskiej. Jego pierwszą żoną była Anna z Szurkowa Gostkowska, córka Mikołaja a drugą Katarzyna Kunińska, córka Mikołaja[1].

- Wojciech Ignacy Mierzewski (ur. 1648) - właściciel części Mirzewa, Brelewa, Kociug, Żółkowa. Był synem Eustachego i Katarzyny Kunińskiej. Żoną jego była Agnieszka Kąkolewska[1].

- Stanisław Jakub Mierzewski (ur. 1651) - właściciel części Mirzewa, Brelewa i Kociug. Był synem Eustachego i Katarzyny Kunińskiej. Pierwszą jego żoną była Jadwiga z Gryżyny Mąkowska (czasem Gryżyńska[9]), córka Grzegorza i Teresy z Karchowskich. Drugą żoną Mierzewskiego była Marianna Daleszyńska, córka Franciszka i Zofii z Falęckich, wdowa po Andrzeju Goczałkowskim[1].

- Michał Krystyn Mierzewski (ur. 1706) - dziedzic części w Kociugach, właściciel połowy dóbr Kaczki Pośrednie, zastawny posiadacz części wsi Paprotnia, dzierżawca Wyganek. Podpisywał się Michał Ostoja Mierzewski. Był synem Stanisława i Marianny Daleszyńskiej. Wstępował w związki małżeńskie trzykrotnie. Po raz pierwszy ożenił się z Petronellą Szczytnicką, po raz drugi z Marianną Jackowską (córką Jana, podstolego kruszwickiego i Teresy z Załustowskich) i po raz trzeci z Marianną Skrzetuską (córka Antoniego i Katarzyny z Gałczyńskich)[1].

- Franciszek Mierzewski (zm. przed 1770) - dziedzic części w Kociugach zwanej Mały Dwór. Był synem Stanisława i Marianny Daleszyńskiej.  Ożenił się w 1731 roku z Tarsillą Niesiołowską, córką Stanisława i Justyny z Linowskich, której w roku 1741 oprawił 10 700 zł posagu[1].

- Józef Walerian Aleksander Mierzewski (ur. 1731) - ksiądz katolicki, proboszcz w Oborzyskach w roku 1770. Był synem Franciszka i Tarsilli Niesiołowskiej. Nie żył już w roku 1790[1].

- Andrzej Mikołaj Feliks Mierzewski (ur. 1735) - dziedzic dóbr ziemskich w Kociugach, właściciel połowy Oborzysk. Był synem Franciszka i Tarsilli Niesiołowskiej. Żoną jego była Józefata Rościeska[4]. Od Antoniego Goczałkowskiego, działającego jako plenipotent brata Stanisława, burgrabiego krakowskiego, kupił w 1778 roku za 60 000 zł. połowę Oborzysk w pow. kościańskim[4][1].